# Cardotiella schlotheimiaeformis
Cardotiella schlotheimiaeformis är en bladmossart som beskrevs av Dale Hadley Vitt 1981. Cardotiella schlotheimiaeformis ingår i släktet Cardotiella och familjen Orthotrichaceae. Inga underarter finns listade i Catalogue of Life.